# 日本民主黨 (1954年)
日本民主黨（にほんみんしゅとう）是日本1950年代的一個政黨，曾經於1954年在鳩山一郎的帶領下短暫執政。1955年11月15日，與同屬右翼的自由黨合併，形成自由民主黨，成為日本至今最大的右翼保守派政黨。

## 概況
鳩山一郎被取消解除公職之後复出政壇，但是當時的內閣總理大臣吉田茂拒絕履行他當初的承諾，不肯把政權交還鳩山。而吉田和鳩山在多項政策問題上也存在很大分歧，鳩山主張修改憲法第九條、重新武裝、日美平等和日蘇邦交正常化，吉田則堅持日美安全體制下增強自衛力量、以及親美路線。
與此同時，吉田政權末期，由於造船丑聞事件、憲法爭論和自由黨分裂等問題，吉田的民望急跌。改進黨、自由黨的鳩山一郎派和岸信介派一致同意打倒吉田內閣。他們在吉田出訪歐美期間趁機進行組黨活動。1954年9月24日，日本民主黨正式成立，包括68名眾議員和18名參議員。總裁為鳩山一郎，副總裁為重光葵，幹事長為三木武吉。
1954年11月，民主黨在臨時國會上聯合左右兩派社會黨對吉田內閣提出不信任動議，由於在野黨總票數有250多票，吉田擔心動議案會通過，因此主張解散議會。不過在內閣成員的反對下，解散議會失敗，吉田內閣總辭。
1954年12月9日，鳩山一郎在民主黨和左右兩派日本社會黨的支持下任首相組閣。在次年2月的眾議院選舉中，民主黨取得185席，成為國會第一大黨，不過議席數只占不足40%。
另一方面，當時的左派社會黨和右派社會黨在1955年10月13日正式統一為日本社會黨（社會黨再統一），革新陣營大有上台執政之勢。形勢的緊急使兩大保守政黨——吉田的自由黨和鳩山的民主黨握手言和，探討保守聯合的前途，經過大半個月的磋商和妥協之後，在同年11月14日，自由黨和民主黨分別舉行了黨的解散大會；11月15日，保守的右翼新政黨自由民主黨正式成立，史稱「保守合同」，鳩山一郎出任第一任自民黨總裁。成立之時，自民黨擁有299名眾議員，118名參議員，成為日本戰後的最大政黨，55年體制開始形成。

### 歴代執行部職員表
| 總裁     | 副總裁 | 幹事長 | 總務會長 | 政務調査會長 | 最高委員                                     | 參議院議員會長 |
| -------- | ------ | ------ | -------- | ------------ | -------------------------------------------- | -------------- |
| 鳩山一郎 | 重光葵 | 岸信介 | 三木武吉 | 松村謙三     | 芦田均 石橋湛山 大麻唯男 苫米地義三 星島二郎 | 苫米地義三     |
| 〃       | 〃     | 〃     | 〃       | 清瀨一郎     | 芦田均 安藤正純 北村德太郎                   | 〃             |
| 〃       | 〃     | 〃     | 〃       | 〃           | 〃 植原悅二郎                                | 〃             |

### 歴代總裁
日本民主黨總裁
| # | 總裁     | 在任時間                                                |
| - | -------- | ------------------------------------------------------- |
| 1 | 鳩山一郎 | 1954年（昭和29年）11月24日 - 1955年（昭和30年）11月15日 |

### 黨勢的推移

#### 眾議院
| 選舉         | 當選/候選人數 | 眾議院總議席數 | 備注 |
| ------------ | ------------- | -------------- | ---- |
| （結党時）   | 120/-         | 466            |      |
| 第27屆總選舉 | ○185/286      | 467            |      |

#### 參議院
| 選舉       | 當選/候選人數 | 非改選 | 參議院總議席數 | 備注                         |
| ---------- | ------------- | ------ | -------------- | ---------------------------- |
| （結党時） | ?/-           | -      | 250            | 1956年選舉時已加入自由民主黨 |

- 當選者不包含追加公認的黨員。